# 新型インフルエンザ等対策有識者会議

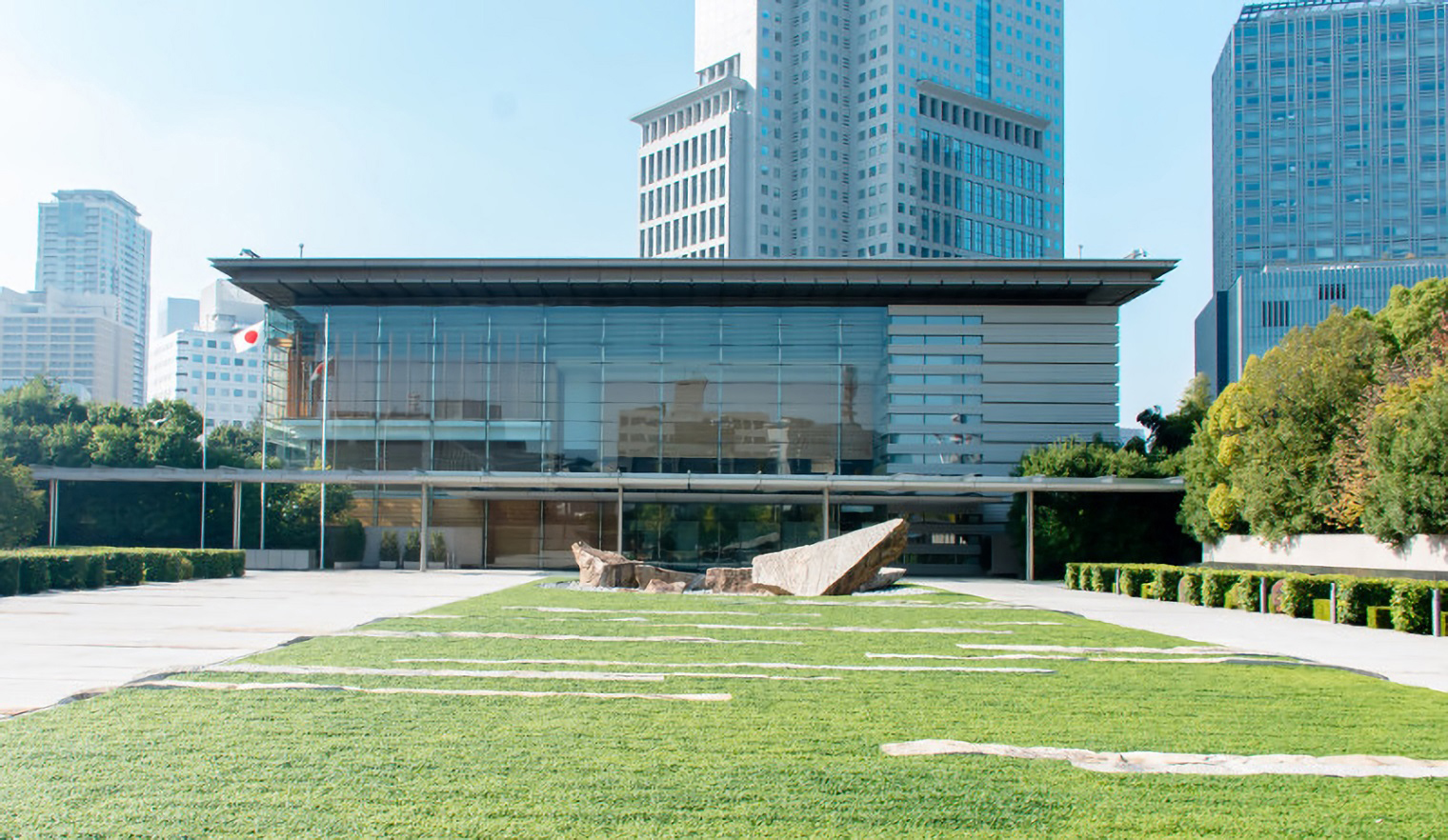
第1回審議が開催された総理大臣官邸

新型インフルエンザ等対策有識者会議（しんがたいんふるえんざとうたいさくゆうしきしゃかいぎ、英語: Advisory Council on Countermeasures against Novel Influenza and Other Diseases）は、2012年から2021年まで日本の新型インフルエンザ等対策閣僚会議に設置された諮問機関。

## 概要

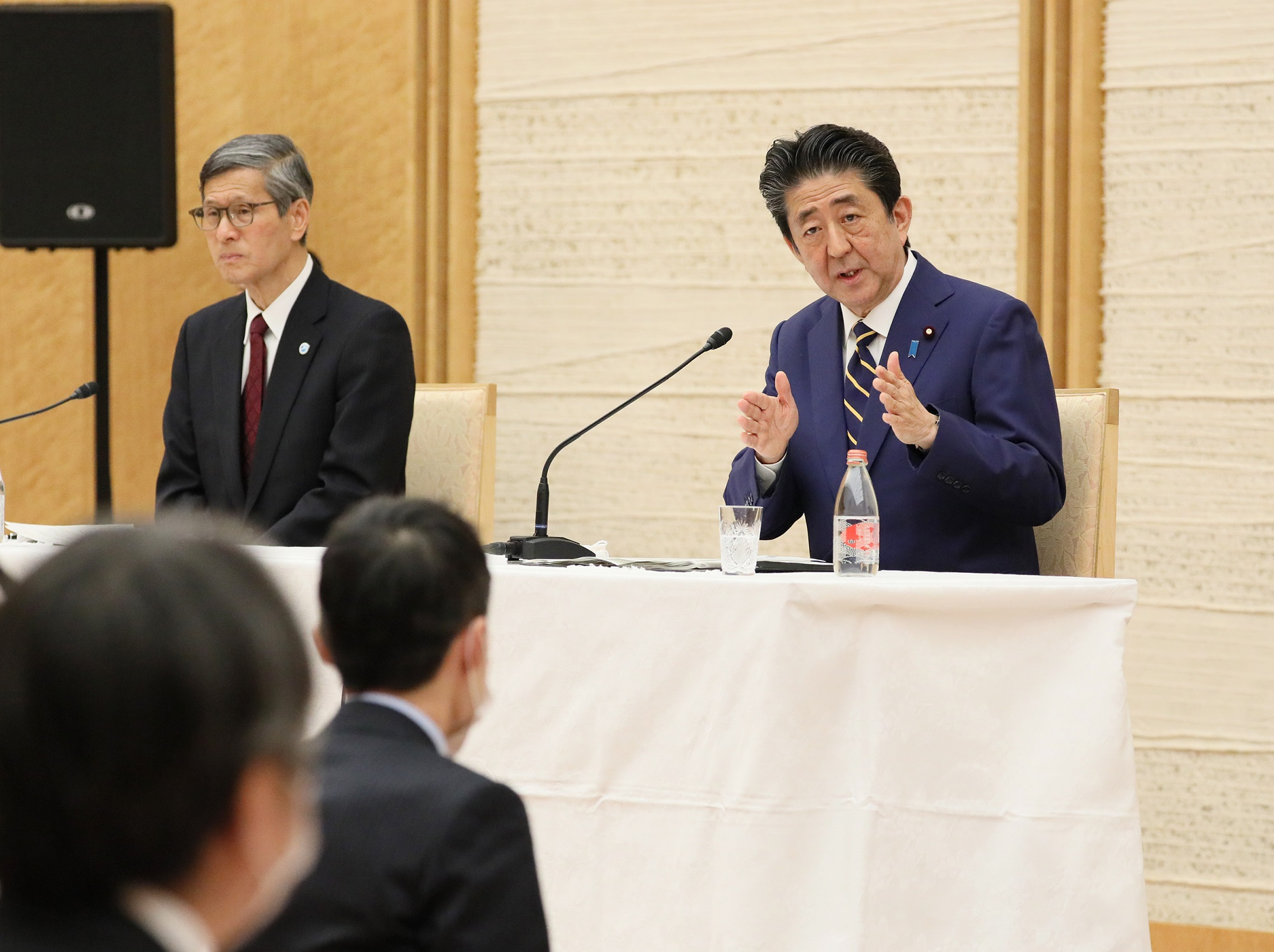
新型インフルエンザ等対策閣僚会議新型インフルエンザ等対策有識者会議会長尾身茂（左）と内閣総理大臣安倍晋三（右）（2020年4月7日、総理大臣官邸にて）

新型インフルエンザ等対策有識者会議は、世界で感染が拡大したH1N1亜型によるインフルエンザの教訓に基づき、新型インフルエンザなど感染症への対策のために設置された諮問機関である。内閣に置かれた新型インフルエンザ等対策閣僚会議の下に設置された。
2012年、新型インフルエンザ等対策閣僚会議の諮問機関として、新型インフルエンザ等対策有識者会議が設置された。設置根拠は「新型インフルエンザ等対策有識者会議の開催について」に基づく。さらに、野田第1次改造内閣が提出した新型インフルエンザ等対策特別措置法案が第180回国会にて可決・成立し、翌年4月13日に施行されたことから、傘下に置いた基本的対処方針分科会が同法に基づく緊急事態宣言を所管することになった。なお、2020年の新型インフルエンザ等対策特別措置法の一部を改正する法律の施行に伴い、基本的対処方針分科会は、インフルエンザだけでなく新型コロナウイルス感染症に対する緊急事態宣言についても所管することになった。2020年に新型コロナウイルス感染症に対する緊急事態宣言が発出された際にも、その妥当性について審議している。内閣総理大臣の安倍晋三が緊急事態宣言の発出について会見する際には、新型インフルエンザ等対策有識者会議の会長であり基本的対処方針分科会の会長でもある尾身茂も同席した。2021年4月に廃止され、新型インフルエンザ等対策推進会議に移行した。

## 構成
会長
- 尾身茂（地域医療機能推進機構理事長）

会長代理
- 岡部信彦（川崎市健康安全研究所所長）

構成員

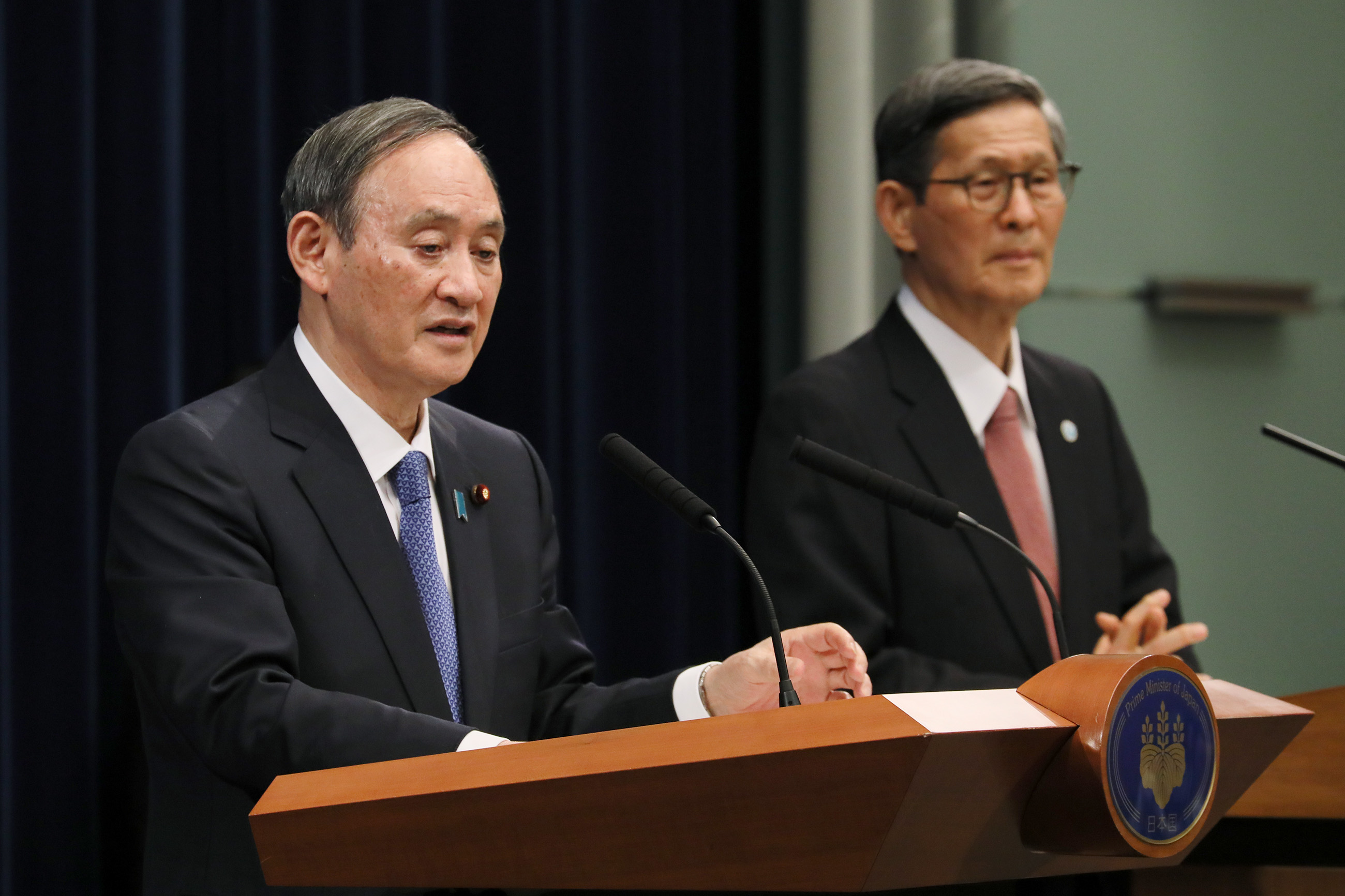
新型インフルエンザ等対策閣僚会議新型インフルエンザ等対策有識者会議会長尾身茂（右）と内閣総理大臣菅義偉（左）（2021年1月7日、総理大臣官邸にて）

- 飯野奈津子（NHK放送総局解説委員室・解説主幹）
- 石川晴巳（マッキャンヘルスワールドワイドジャパンアドバイザー）
- 石田昭浩（日本労働組合総連合会副事務局長）
- 井戸敏三（兵庫県知事）
- 伊藤定勉（豊郷町町長）
- 大知久一（日本経済団体連合会社会基盤強化委員会企画部会部会長）
- 大西隆（豊橋技術科学大学学長）
- 押谷仁（東北大学大学院医学系研究科教授）
- 折木良一（元自衛官・第3代統合幕僚長）
- 釜萢敏（日本医師会常任理事）
- 亀井利克（名張市市長）
- 河岡義裕 （東京大学医科学研究所感染症国際研究センターセンター長）
- 川名明彦（防衛医科大学医学教育部教授）
- 栗山真理子（日本患者会情報センター代表）
- 鈴木基（国立感染症研究所感染症疫学センターセンター長）
- 田島優子（さわやか法律事務所弁護士）
- 舘田一博（東邦大学医学部教授）
- 谷口清州（三重病院臨床研究部部長）
- 田畑日出男（東京商工会議所常議員）
- 朝野和典（大阪大学大学院医学系研究科教授）
- 永井庸次（全日本病院協会理事長）
- 長谷川秀樹（国立感染症研究所インフルエンザウイルス研究センターセンター長）
- 福田充（日本大学危機管理学部教授）
- 南砂（読売新聞東京本社常務）
- 中山ひとみ（霞ヶ関総合法律事務所弁護士）
- 武藤香織（東京大学医科学研究所教授）
- 山本輝之（成城大学法学部教授）
- 吉田正樹（東京慈恵会医科大学医学部教授）
- 脇田隆字（国立感染症研究所所長）

## 組織
- 新型インフルエンザ等対策有識者会議
  - 基本的対処方針分科会
  - 医療・公衆衛生に関する分科会
  - 社会機能に関する分科会
  - 新型コロナウイルス感染症対策分科会

### 註釈
1. ↑  新型インフルエンザ等対策有識者会議は、新型インフルエンザ等対策閣僚会議に下に設置されていた組織である。傘下の基本的対処方針分科会は新型インフルエンザだけでなく新型コロナウイルスに対する緊急事態宣言も所管した。なお、名称が類似しているが、新型コロナウイルス感染症対策本部の下に設置されている新型コロナウイルス感染症対策分科会とは異なる。